# 道奇體育場
道奇體育場（英語：Dodger Stadium），是一座位於美國加州洛杉磯的棒球場，也是美國職棒大聯盟洛杉磯道奇隊的主場。它可提供56000個觀眾座位，是目前世界上座位數第一多的棒球場。

## 著名事件

### 園區使用
道奇體育場也曾舉辦過其他體育賽事，如拳擊、哈林籃球隊籃球賽和跳台滑雪表演賽，以及1984年夏季奧林匹克運動會棒球比賽，目前與天使球場一起被指定為2028年奧運會棒球比賽的舉辦地。

#### 奧運
- 1984年夏季奧林匹克運動會棒球比賽於本球場舉行[1][2][3]。
- 1991年美國奧林匹克節的開幕典禮於本球場舉行。
- 2028年夏季奧林匹克運動會的棒球比賽也將於此球場舉行[4]。

## 外部連結
- Dodger Stadium official website （页面存档备份，存于）
- Los Angeles Sports Council （页面存档备份，存于）

1. ↑  Cava, Pete (Summer 1992). "Baseball in the Olympics". Citius, Altius, Fortius. 1 (1): 7–15.
2. ↑  .   [January 29, 2024].
3. ↑  . January 1984  [January 29, 2024].
4. ↑   (PDF).   [January 29, 2024].